# Панатинайкос (стадион)
„Панатинайко̀с“ (на гръцки: Παναθηναϊκό Στάδιο, букв. „всеатински стадион“), познат и като „Калима̀рмаро“ (на гръцки: Καλλιμάρμαρο, „красив мрамор“), е многофункционален стадион в центъра на Атина, Гърция. Той е една от главните исторически забележителности в гръцката столица и е единственият стадион в света, построен изцяло от мрамор.
Построен е около 330 г. пр. Хр. и препостроен около 140 г. сл. Хр, а след IV в. е изоставен постепенно в продължение на почти две хилядолетия и е възстановен напълно в настоящия си вид едва в края на XIX век по повод първите съвременни летни олимпийски игри. Оттогава се използва предимно за спортни, но също и за музикални събития.

## Местоположение
Стадионът е разположен между склоновете на хълмовете Ардитос и Аграс на юг от прилежащата река Илисос, която след 50-те години на XX век е покрита и тече през тунел под настоящия булевард „Василеос Констандину“. Намира се в централния жилищен квартал „Панграти“ на изток от Акропола и на югоизток от Запейона.

## История

### Древност
От VI в. пр. Хр. на мястото на днешната постройка се намира хиподрум, предназначен за Панатенеите – религиозен и спортен фестивал, състоял се на всеки четири години в почит на богинята Атина. По това време няма ясно разпределени места за сядане и зрителите използват за тази цел склоновете, обграждащи хиподрума.
Около 330 г. пр. Хр. атинският държавник Ликург издига 260-метров стадион от пороски камък. Редици каменни пейки ограждат 204-метровото трасе. Смята се, че постройката му е завършена по повод Панатенеите от 330 или 329 г. пр. Хр.
Около 140 г. сл. Хр. атинецът Ирод Атик, отговарящ за издигането на редица постройки в Гърция, препостроява стадиона с пентелийски мрамор.
След като римският император Теодосий I забранява елинските фестивали и кървави зрелища през втората половина на IV в. сл. Хр., стадионът постепенно е изоставен, започва да се руши и пшенично поле покрива мястото.

### Съвремие
След независимостта на Гърция най-ранните археологически разкопки датират от 1836 г., които откриват следи от стадиона на Ирод Атик. През 1869 и 1870 г. германският архитект Ернст Цилер провежда по-обстойни разкопки, вследствие на които са открити някои части от стадиона, както и четири херми.
През 1870 и 1875 г. на стадиона се провеждат първите две от общо три издания на т.нар. Запаски олимпийски игри, нарачени така в чест на Евангелос Запас, който дарява средства за организирането им. Те представляват първи опит за възвръщането на древните олимпийски игри.
Чрез принц Константинос I гръцкото правителство предлага на гръцкия бизнесмен и филантроп Георгиос Аверов да спонсорира второто обновяване на стадиона преди провеждането на първите съвременни летни олимпийски игри през 1896 г. По откритията на Ернст Цилер архитектът Анастасиос Метаксас изготвя план, по който стадионът е препостроен с пентелийски мрамор. За осъществяването на проекта Аверов дарява 920 000 драхми. В знак на почит на щедростта му е издигната статуя, открита на 5 април 1896 г. пред входа на стадиона, където се намира и до днес.

## Употреба

### Спортни събития
През април 1896 г. на стадиона се провеждат церемониите по откриването и закриването на първите летни олимпийски игри. На събитието присъстват около 80 000 зрители, включително и крал Георгиос I Гръцки, съпругата му Олга и синовете им. Тук се състоят състезанията по лека атлетика, гимнастика, вдигане на тежести и борба.
Неофициалните Летни олимпийски игри от 1906 г. също се провеждат тук.
От 1 до 10 август 1997 г. се състои 6-ото издание на Световното първенство по лека атлетика, на чието откриване свири композиторът Вангелис, придружен от оперната певица Монсерат Кабайе и дъщеря ѝ Монсерат Марти.
Тук по време на Олимпийските игри от 2004 г. се провежда надпреварата по стрелба с лък (от 15 до 21 август), както и крайната точка на маратона за жени (22 август) и мъже (29 август).
„Панатинайкос“ е крайната точка и на ежегодния атински класически маратон, състоящ се от 1972 г. Той е и последното място в Гърция, от което се провежда церемонията по предаването на олимпийския огън на страната домакин.

### Музикални събития
- През април 1916 г. се състои операта „Аида“ на Джузепе Верди.
- От 1968 до 1973 г. стадионът се ползва за провеждането на международния фестивал „Олимпиада на песента“. България участва на четири от изданията му, представена от Мария Мицева (1969) с песента „Алеята на влюбените“,[4] Лили Иванова (1970) със „Звезда“ по музика на Александър Йосифов и текст на Кръстьо Станишев,[5] Йорданка Христова (1971) и Бисер Киров (1972).
- На 22 юли 1982 г. групата „Токинг Хедс“ изнася концерт, подгрявана от „Том Том Клъб“.
- На 23 и 24 юли 1985 г. се провежда фестивалът „Рок в Атина“, в който участват „Депеш Моуд“, „Странглърс“, „Кълчър Клъб“, „Кюър“, „Ток Ток“, Нина Хаген и „Клаш“.
- На 2 октомври 1988 г. се провежда благотворителният концерт Live AID – Concert for AIDS с участието на Бони Тайлър, Джоун Джет, Джери Лий Люис и други.
- 27 юни 2007 г. – концерт на тенора Пласидо Доминго.
- 1 юли 2009 г. – концерт на Сакис Рувас.
- 14 септември 2009 г. – танцово изпълнение на Хоакин Кортес.
- На 16 юли 2018 г. група „Скорпиънс“ изнася концерта Once in a Lifetime („Веднъж в живота“).[6]